# Канчелло-э-Арноне
Канчелло-э-Арноне (итал. Cancello e Arnone) — коммуна в Италии, располагается в регионе Кампания, в провинции Казерта.
Население составляет 5156 человек (2008 г.), плотность населения составляет 105 чел./км². Занимает площадь 49 км². Почтовый индекс — 81030. Телефонный код — 0823.
Покровителями коммуны почитается святой Себастьян и святой Francesco d’Assisi, празднование 3 августа и 4 октября.

## Демография
Динамика населения:

## Администрация коммуны
- Официальный сайт: http://www.comune.cancelloedarnone.ce.it/ Архивная копия от 17 июля 2009 на Wayback Machine